# 2985 Shakespeare
A 2985 Shakespeare (ideiglenes jelöléssel 1983 TV1) a Naprendszer kisbolygóövében található aszteroida. Edward L. G. Bowell fedezte fel 1983. október 12-én.